# جیمز روفوس بوسه

جیمز روفوس بوسی

جیمز روفوس چارلز بوسه (James Rufus Charles Boosé) که با عنوان CMG VD نیز شناخته می‌شود، (۱۸۵۹ – ۱۹ آوریل ۱۹۳۶) کتابدار، منشی و در نهایت کمیسیونر سیار انجمن سلطنتی مشترک المنافع بود. او در چارچوب مأموریت این مؤسسه برای ترویج استعمار بریتانیا، کاتالوگی از کتابخانه مؤسسه را آماده کرد. او یک سرگرد و سرهنگ افتخاری در تفنگداران اول میدلسکس (ویکتوریا و سنت جورج) بود.

## اوایل زندگی و خانواده
جیمز بوسه در سال ۱۸۵۹ در لندن یا ویندزور به دنیا آمد. مادرش فانی جی بوسی بود. او در سال ۱۸۸۴ با آدا. آ در میدان سنت جورج هانوفر لندن ازدواج کرد. آنها صاحب فرزندانی به نام ارنست جی اچ بوسی، لیلا جی. بوسی، وی. گلدیس بوسه و اسمه آ. بوسی شدند. همسرش آدا در سال ۱۹۱۱درگذشت.
بوسه ابتدا به‌عنوان کتابدار، سپس منشی و در نهایت کمیسر سیار مؤسسه سلطنتی استعماری (جامعه سلطنتی مشترک المنافع کنونی) خدمت کرد. توسعه کتابخانه این مؤسسه نقش مهمی در پیشرفت مأموریت آن برای استعمار بریتانیا ایفا کرد و بوسه به عنوان کتابدار، در ساختار و گسترش آن نقش داشت. فهرست کتابخانه در سال ۱۹۸۵ همراه با ضمیمه‌ای در سال ۱۹۰۱ توسط او منتشر شد.

## انتشارات برگزیده
- عناوین نشریات مربوط به مستعمرات بریتانیا، دولت آنها و غیره، در ارتباط با سیاست امپراتوری و غیره. لیگ فدراسیون امپراتوری، لندن، ۱۸۸۹.
- قانون اساسی کتابخانه‌های عمومی استعماری. سیمپکین، مارشال و شرکت، لندن، ۱۸۹۴.
- فهرست کتابخانه مؤسسه سلطنتی استعماری. مؤسسه سلطنتی استعماری، لندن، ۱۸۹۵.
- اولین فهرست تکمیلی کتابخانه مؤسسه سلطنتی استعماری . مؤسسه سلطنتی استعمار، لندن، ۱۹۰۱.
- ارائه خاطرات: خاطرات پنجاه ساله انستیتوی استعماری سلطنتی. سلوین و بلونت، لندن، ۱۹۲۸.